# Opabinia regalis
Opabinia (Opabinia regalis) è un enigmatico animale vissuto nel Cambriano medio (circa 505 milioni di anni fa). I suoi resti sono stati rinvenuti in Canada, nel famoso giacimento marino noto come argillite di Burgess.

## Descrizione
La testa era dotata di un lungo organo tubolare, flessibile e segmentato, al termine del quale era presente una sorta di “chela” dentata. Forse questo “tubo” era dotato di un canale centrale pieno di liquido, che garantiva rigidità e flessibilità allo stesso tempo. Sul capo erano presenti cinque occhi: quattro di questi erano simmetrici e posti su peduncoli, mentre il quinto occhio era posizionato al centro del capo.
L'intestino era formato da una singola cavità tubolare che percorreva tutto l'animale in posizione centrale, ma nei pressi del capo la cavità si incurvava per poi ripiegarsi a U e formare una bocca orientata all'indietro. È interessante notare che la lunghezza dello strano organo tubolare era esattamente quella che serviva per raggiungere la bocca; probabilmente Opabinia si serviva della “chela” all'estremità dell'organo tubolare per afferrare le prede, che poi venivano portate alla bocca mediante lo stesso. Il corpo era formato da circa quindici segmenti, ognuno dei quali era dotato di lobi laterali allargati, rivolti verso il basso e l'esterno e parzialmente sovrapposti. Tutti i lobi, ad eccezione del primo, portano sulla superficie dorsale una branchia a forma di pinna con tanto di lamelle dorsali. Gli ultimi tre segmenti del corpo erano rivolti verso l'alto e verso l'esterno, a formare una coda che probabilmente serviva a direzionare l'animale.

## Scoperta e classificazione

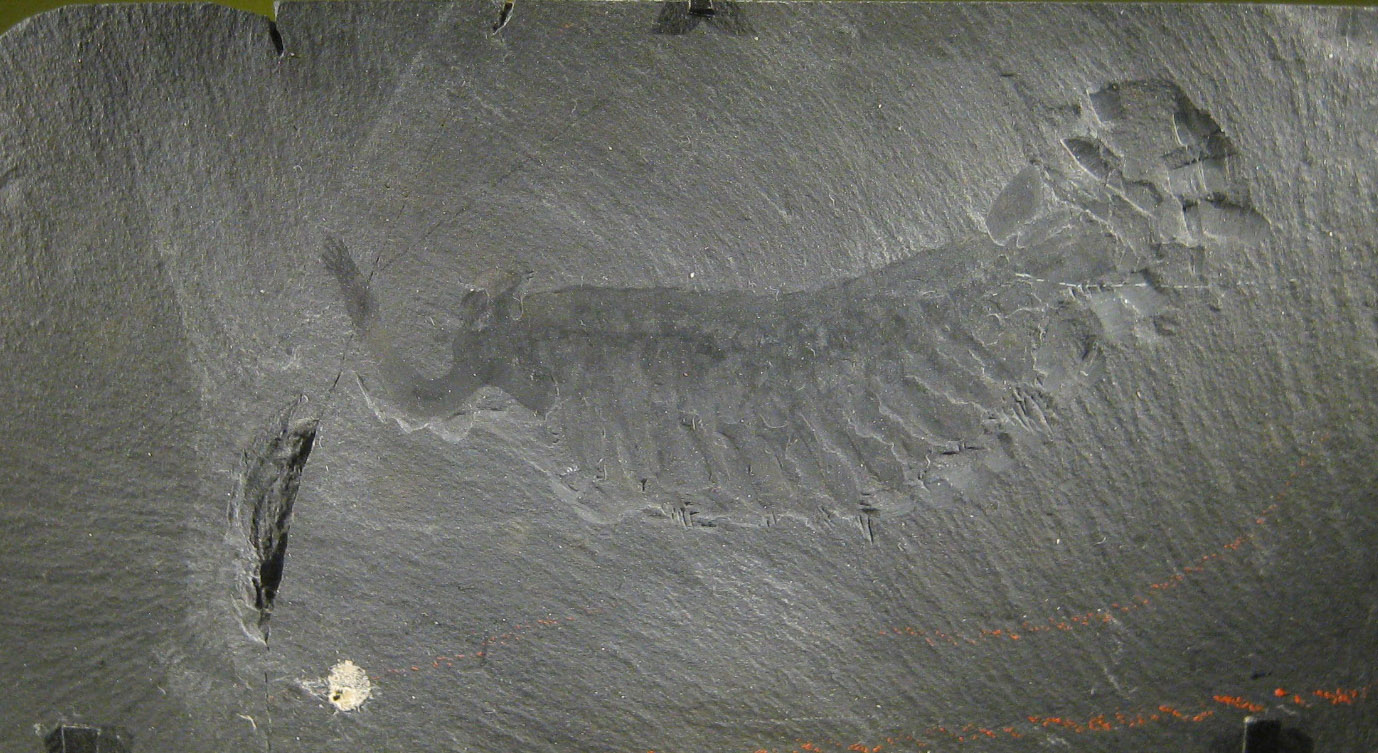
Fossile di Opabinia regalis.

Sono stati rinvenuti poco più di dieci esemplari di Opabinia, tutti nel giacimento di Burgess. L'aspetto bizzarro dell'animale è sempre stato un grosso problema per la sua classificazione, e a tutt'oggi gli studiosi sono molto incerti al riguardo.
Il primo a descrivere l'animale fu Charles Doolittle Walcott, che nel 1912 presentò una pubblicazione in cui illustrava Opabinia come un artropode primitivo. Walcott ritenne che il lungo corpo segmentato fosse un retaggio della sua discendenza da un antenato anellide. L'assenza di qualunque appendice biramata venne spiegata semplicemente con la presunta cattiva conservazione degli esemplari.
G. Evelyn Hutchinson ricostruì Opabinia come un anostraco, con tanto di nuoto rovesciato come le forme attuali: nella sua ricostruzione, i lembi laterali si trasformarono in lunghe appendici simili a lame.
A. M. Simonetta, invece, preferì riconoscere in Opabinia un artropode, con tanto di appendici biramate (solo supposte) e di appendici frontali “unificate” a formare il tubo con la chela. I cinque occhi, invece, divennero due: un paio si “trasformò” in una coppia di corte appendici, ed il quinto in una bozza sul carapace.
Nel 1974 fu Harry Whittington ad affrontare il problema: il suo risultato fu che Opabinia non poteva essere inclusa in nessun phylum noto, e che le caratteristiche uniche lo isolavano da qualunque altro animale conosciuto. In anni recenti, però, Opabinia sembrerebbe aver trovato una classificazione adeguata, come parte dei Dinocarida, un misterioso gruppo di animali dall'incerta posizione sistematica, ma forse lontanamente imparentati con gli artropodi. Il rappresentante più noto di questo gruppo è Anomalocaris.
Alcuni studiosi ritengono che questi dinocaridi siano a tutti gli effetti da considerare come parte dello stem group degli artropodi (Stem Arthropoda)